# Кок-Бель
Кок-Бель (кирг. Көк-Бел) — село в Ноокатском районе Ошской области Кыргызстана. Административный центр Кок-Бельского айылного аймака.

## География
Село расположено в западной части области, на расстоянии приблизительно 21 километра (по прямой) к востоку от города Ноокат, административного центра района. Абсолютная высота — 1623 метра над уровнем моря.

## Население
Согласно оценочным данным Национального статистического комитета Кыргызской Республики, численность населения села на начало 2023 года составляла 8185 человек.
| год     | 2009 | 2014 | 2015 | 2020 | 2021 | 2023 |
| ------- | ---- | ---- | ---- | ---- | ---- | ---- |
| человек | 5712 | 6478 | 6752 | 7715 | 7879 | 8185 |